# Ioan Mirea
Ioan Mirea (n. 1 februarie 1912, Răsucenii de Jos județul Vlașca (interbelic) – d. 3 octombrie 1987, Paris) a fost un pictor și poet român. Ion Mirea a fost un comandant legionar, distins cu Crucea Albă. 

## Studii
Diplomat în „filozofie metafizică” de la Roma, doctorand în medicină de la București. Debutează în 1930 cu versuri la revista „Crai Nou” din Cernăuți. Co-fondator și co-editor al revistei „Rod”. Desen de Ioan Mirea. Colaborări active la revistele: „Meșterul Manole”, „Sfarmă-Piatră”, „Game”, „Litoral” și altele. A iscălit și cu pseudonimele de: Mihail Rezalie și I. M. În februarie 1938 și-a inaugurat prima mare expoziție de pictură la sala „Mozart” din București, expoziție care s-a bucurat de un succes enorm.
După ce comuniștii au preluat puterea, a reușit să se refugieze în Apus, stabilindu-se în Franta, unde și-a continuat activitatea. Sculptor de mare originalitate, Ioan Mirea „a fost un polivalent de măreață aprindere metafizică și calități alese. Avea în el ceva din emotivitatea artistică și din receptivitatea intelectuală a Renașterii. În el se zbătea continuu umanul, finețea realizărilor și suplețea gândirii...” cum scria Faust Brădescu (vezi "Libertatea", New York, Anul VII, Nr. 63, Noiembrie 1987, pag. 1-2).
Premii obținute
- Premiul pentru sculptură la Salonul Național de toamnă din Issoudun;
- Marele Premiu pentru sculptură și arhitectură al Salonului Internațional de Artă Contemporană de la Rouerque;
- Marele Premiu de sculptură simbolistă decernat de Salonul International de Artă "Les Maitres de Notre Temps", s.a.

A colaborat la numeroase publicații din exil, printre care: „Carpații” (Madrid), „Căminul” (Brazilia), „Drum” (Mexic - Statele Unite), „Cetatea Luminii” (Brazilia) și multe altele. Fondator în 1977 și Director al revistei de sinteză naționalistă „Discursul Contemporan” (Paris), care s-a bucurat de un mare prestigiu în lumea exilului. A ilustrat numeroase lucrări apărute în exil, atât ale autorilor români, cât și ale celor străini. S-a stins din viață la 3 octombrie 1987.
Pictor și sculptor, născut în 1912 la Răsucenii de Jos. A studiat medicina înainte de a se dedica picturii, pe care și-a însușit-o prin eforturi autodidacte. Prima sa expoziție personală a avut loc în 1938, la București, urmată de alte 26 la București, Sibiu, Veneția, Roma, Londra, Paris, Amsterdam, Würtzburg, Nairobi, Puerto de la Cruz etc. A participat la mai multe expoziții de grup, în zece tari.
A obținut numeroase premii, printre care cel al Salonului Oficial de la București și cel oferit de Căminul Artei în 1946, Premiul Academiei Române în 1947, cel al Salonului Internațional de Artă Contemporană în 1977, Premiul Salonului Les Maitres de Notre Temps în 1977, cel al Academiei Internaționale din Lutèce în 1980. A obținut, în 1947, o bursă de studii a Guvernului francez (de care nu a putut beneficia decât în 1965, neobținând, timp de aproape douăzeci de ani, permisiunea de a ieși din țară). Cu ocazia acestei plecări a părăsit definitiv România și s-a stabilit la Paris.
La întrebarea „Ce este arta pentru dumneavoastră?”, Ion Mirea a răspuns: „Este tăcerea sublimă în care artistul își descarcă sufletul de un conținut inedit. Nu am cerut niciodată artei mele decât un lucru: să iubească omul”.
Criticul de artă Ionel Jianu remarca darul pentru culoare al lui Mirea, în peisaje ale căror tonuri exuberante, îl fascinau, dar și vocația lui poetică. Aceeași dimensiune lirică este subliniată și de Petru Comarnescu, un alt mare critic, în discursul ținut în 1956, la vernisajul primei expoziții oficiale a pictorului. Tot el evidenția în picturile lui Mirea sinteza de intensități ale coloritului și simplificările de forme, inspirate de stările de vibrație cromatică și muzicală pe care i le trezea contactul cu natura și arhitectura. Peisajele sale au un aer solemn, monumental, datorat mai ales cerurilor uniforme, imperturbabile, care simbolizează parcă veșnicia. Ele poarta subtile corespondențe între poezie, sunet și culoare, între natură și cultură, între arta populară și cea cultă. Miron Radu Paraschivescu observa, de asemenea, că ecourile și răspunsurile ce străbat pictura lui Ion Mirea provin din arta populară și din caracterele specifice ale cotidianului românesc, atribuind creației sale un caracter sărbătoresc, dar și calitatea de corespondent și filtru în arta cultă, al tezaurului popular.
Operele sale se găsesc în muzee și colecții particulare din România, Franța, Italia, Marea Britanie, Germania, Olanda, Canada, Kenia, Venezuela, etc.

## Opera
- "Dus cu morții" (poem). Editura Librăriei "Pavel Suru", Bucuresti, 1939;
- "Calea Pietrelor" (versuri, ediție definitivă). Editura "Drum", Tipografia "Artes Graficas Benzal", Madrid, 1972.